# Lady in the Dark
Lady in the Dark é um filme estadunidense de 1944, do gênero drama musical, dirigido por Mitchell Leisen e estrelado por Ginger Rogers e Ray Milland. O filme é a adaptação de um sucesso de 1941 da Broadway, escrito por Moss Hart e musicado por Kurt Weill e Ira Gershwin. Na passagem para a tela grande, a maioria das canções da dupla foi substituída por outras, de Robert Emmett Dolan, tendo sobrevivido somente The Saga of Jenny, One Life to Love, Girl of the Moment e My Ship, esta apenas solfejada rapidamente por Ginger.
Um luxuoso exemplo do kitsch dos anos 1940, a produção recebeu três indicações ao Oscar: Fotografia, Direção de Arte/Decoração de Interiores e Trilha Sonora.
Segundo Ken Wlaschin, o filme é um dos dez melhores das carreiras de Ginger Rogers e Ray Milland.

## Sinopse
Liza Elliott é editora de uma revista de moda. Ela é bem sucedida, bonita, saudável e disputada por três homens: o publicitário Charley Johnson, seu chefe Kendall Nesbitt e o jovem astro hollywoodiano Randy Curtis. Ainda assim, Liza é infeliz e anda perdendo o controle emocional. Ela, então, procura ajuda com o psicanalista Doutor Brooks, a quem revela os sonhos que tem tido, sonhos estes mostrados em várias sequências musicais.

## Elenco
| Ator/Atriz      | Personagem                |
| --------------- | ------------------------- |
| Ginger Rogers   | Liza Elliott              |
| Ray Milland     | Charley Johnson           |
| Warner Baxter   | Kendall Nesbitt           |
| Jon Hall        | Randy Curtis              |
| Barry Sullivan  | Doutor Brooks             |
| Mischa Auer     | Russell Paxton            |
| Phyllis Brooks  | Allison DuBois            |
| Mary Philips    | Maggie Grant              |
| Edward Fielding | Doutor Carlton            |
| Jack Mulhall    | Fotógrafo (não-creditado) |

## Principais premiações
| Prêmio | Categoria | Situação |
| ------ | --- | -------- |
| Oscar  | Melhor Fotografia (em cores) Melhor Direção de Arte/Decoração de Interiores (em cores) Melhor Trilha Sonora (filme musical) | Indicado |